# Caja Especial Navidad
Caja Especial Navidad es una edición especial que contenía todos los trabajos editados hasta 2006 del grupo Amaral. Salió a la venta el 10 de diciembre de 2006. Consiguió vender 50 000 copias.
Además de los trabajos discográficos, contenía extras para los fanes como botones, canicas, álbum de fotos, las partituras y las letras.

## Contenido
| 1. Rosita 2. Un día más 3. Voy a acabar contigo 4. Cara a cara 5. Tardes 6. No existen los milagros 7. Lo quiero oír de tu boca 8. Habla 9. 1997 10. Dile a la rabia 11. Soy lo que soy 12. No se que hacer con mi vida 13. Mercado negro 1. Subamos al cielo 2. Cabecita loca 3. Como hablar 4. Los aviones no pueden volar 5. Queda el silencio 6. Una pequeña parte del mundo 7. Botas de terciopelo 8. Volverá la suerte 9. El día de año nuevo 10. El mundo al revés 11. Siento que te extraño 12. Nada de nada 13. El final 1. Sin ti no soy nada 2. Moriría por vos 3. Toda la noche en la calle 4. Te necesito 5. ¿Que será? 6. Salir corriendo 7. Estrella de mar 8. Rosa de la paz 9. No sabe donde va 10. De la noche a la mañana 11. El centro de mis ojos 12. En solo un segundo | 1. El universo sobre mi 2. Días de verano 3. Revolución 4. Mi alma perdida 5. Marta, Sebas, Guille y los demás 6. Esta madrugada 7. Big bang 8. Enamorada 9. Tarde para cambiar 10. En el río 11. Resurrección 12. Confiar en alguien 13. Salta 14. No soy como tú 1. Intro-live 2. El universo sobre mi 3. Revolución 4. Resurrección 5. Te necesito 6. Marta, Sebas, Guille y los demás 7. Sin ti no soy nada 8. Subamos al cielo 9. Salir corriendo 10. Como hablar 11. En solo un segundo 12. Toda la noche en la calle 13. Moriría por vos 14. Estrella de mar 15. En el río 16. Rosita 17. Enamorada 18. Big bang 19. Tarde para cambiar 20. Días de verano 21. Mi alma perdida 22. No soy como tu 23. Salta 24. Esta madrugada 25. Títulos de crédito 26. Días de verano - Pruebas de sonido 27. Moriría por vos 28. Revolución 29. Marta, Sebas, Guille y los demás 30. Tardes 31. Proyecciones 01 32. Proyecciones 02 33. Galería de fotos 34. Menu loops |